# Momento sismico
Il momento sismico {\displaystyle M_{0}} è utilizzato dai sismologi per misurare la quantità di energia rilasciata da un terremoto. Si misura nel sistema internazionale in Nm ed è definito dall'equazione
{\displaystyle M_{0}=\mu S\langle u\rangle }
dove:
- {\displaystyle \mu } è il modulo di taglio delle rocce coinvolte, di solito 30 GPa
- {\displaystyle S} è l'area di rottura lungo la faglia dove è avvenuto il terremoto (in m²)
- {\displaystyle \langle u\rangle } è lo spostamento medio lungo la faglia (in m)

Il momento sismico può essere stimato in molti modi. Oggi si è soliti stimarlo dai sismogrammi. Nelle epoche precedenti allo sviluppo di stazioni sismiche era possibile stimarlo dalla geologia del territorio, per mezzo di misure delle dimensioni di rottura di faglia e dello spostamento.
Il momento sismico è la base per la Scala magnitudo momento, introdotta da Hiroo Kanamori, spesso usata per confrontare la grandezza di terremoti diversi, soprattutto quelli di grandi dimensioni.